# دوري ميانمار الوطني 2015
دوري ميانمار الوطني 2015 (بالبورمية: ၂၀၁၅ မြန်မာနေရှင်နယ်လိဂ်)‏ هو الموسم 6 من دوري ميانمار الوطني. كان عدد الأندية المشاركة فيه 12، وفاز فيه نادي يانغون يونايتد.